# Asag

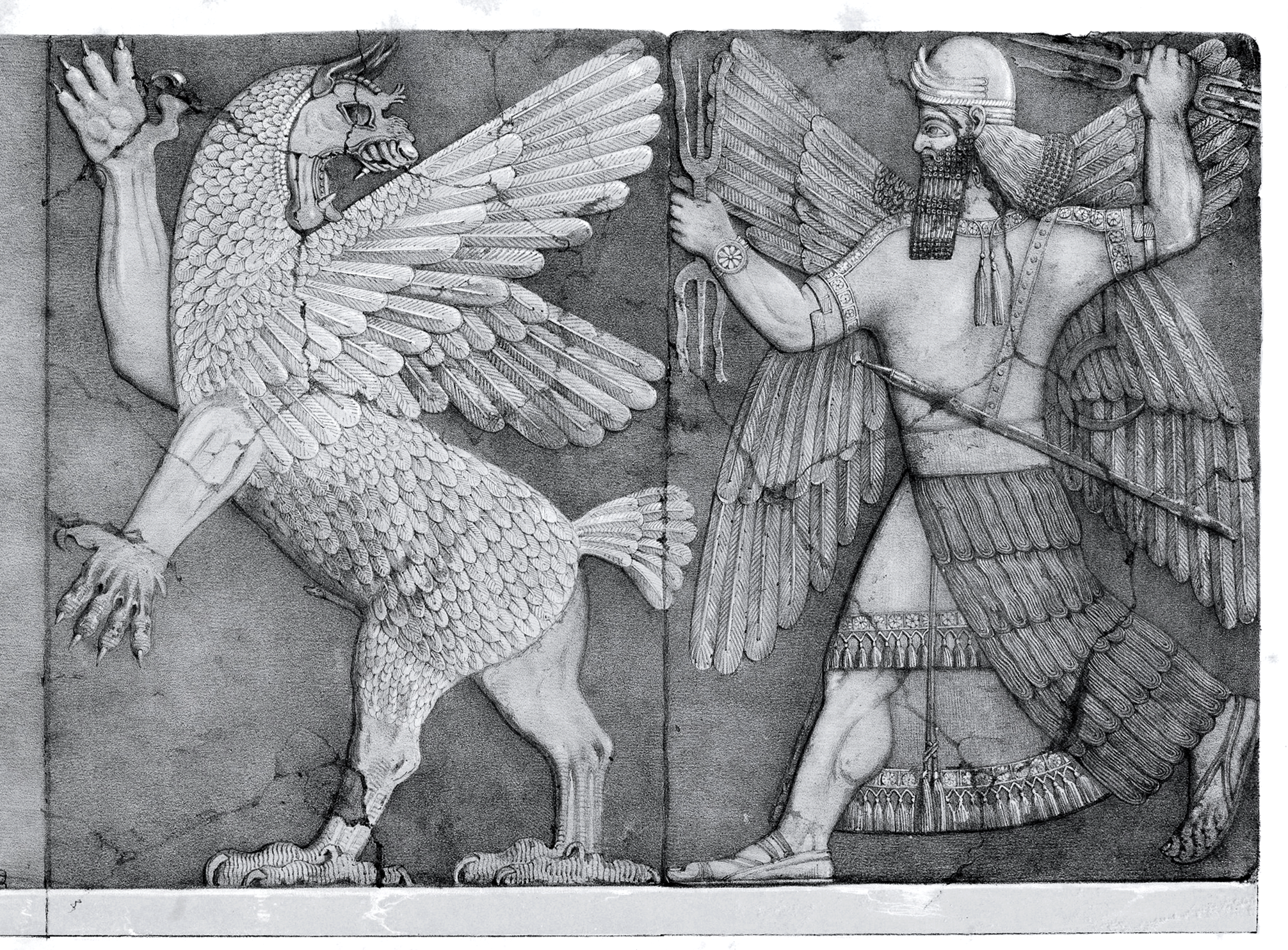
Ninurta combattant Asag (probablement).

Asag (sumerien) ou Asakku (akkadien), est un esprit maléfique, il est désigné comme étant celui qui apporte la maladie. Asag était également censé vider les puits et couvrir la terre de blessures qu'il remplissait de venin.
Dans le récit mythologique «Les exploits de Ninurta», Asag est un monstre né de l'union de An et de Ki. Il sera détruit par le dieu Ninurta (dans certaines versions Ada) mais sa mort entraînera  la montée des eaux du Kur, inondant Sumer et provoquant la famine.